# ماهی سیم
ماهی سیم (Abramis brama) یکی از جنس‌های ماهی از خانواده کپورماهیان است.
ماهی سیم از گونه‌ای که در آب‌های ایران زندگی می‌کند با نام علمی: (Abramis brama orientalis (Berg, 1905 شناخته می‌شود.
این ماهی دارای دندان حلقی یک ردیفی به فرمول ۵–۵ می‌باشد. ناحیه شکم در عقب باله‌های شکمی دارای کیل ساده می‌باشد. در تالاب انزلی بیشترین فراوانی را دارد و زیستگاه آن محدود به حوضه جنوبی دریای مازندران می‌باشد.

## فیزیولوژی
حداکثر طول ۴۷(میانگین ۱۸) سانتی‌متر و حداکثر وزن ثبت شده 9/1 (میانگین 2 تا 4) کیلوگرم است. بدن پهن و از دو پهلو فشرده و از فلسهایی با اندازه متوسط پوشیده شده‌است. شکم در عقب باله‌های لگنی قرار داشته و واجد کیل است. کیل فاقد فلس می‌باشد. باله مخرجی طویل و ۲۸–۲۳ شعاع شاخه شاخه دارد. قاعده باله مخرجی در آن‌ها مانند شگ ماهیان بزرگتر از باله پشتی است. دهان نیمه تحتانی است. به منظور تخم ریزی یا خواب زمستانی وارد رودخانهها می‌شود.

## زیستگاه
ماهی سیم در دریاچه‌ها و رودخانه‌هایی که دارای جریان کم و بستر لجنی می‌باشند، زندگی می‌کند. در ناحیه دریای شمال و شمال ایران (دریاچه مازندران) وارد آب‌های لب شور نیز می‌شود. خواب زمستانی به صورت دسته جمعی در چاهک‌های رودخانه‌ها صورت می‌گیرد، به همین علت به راحتی صید می‌شوند.

## تغذیه

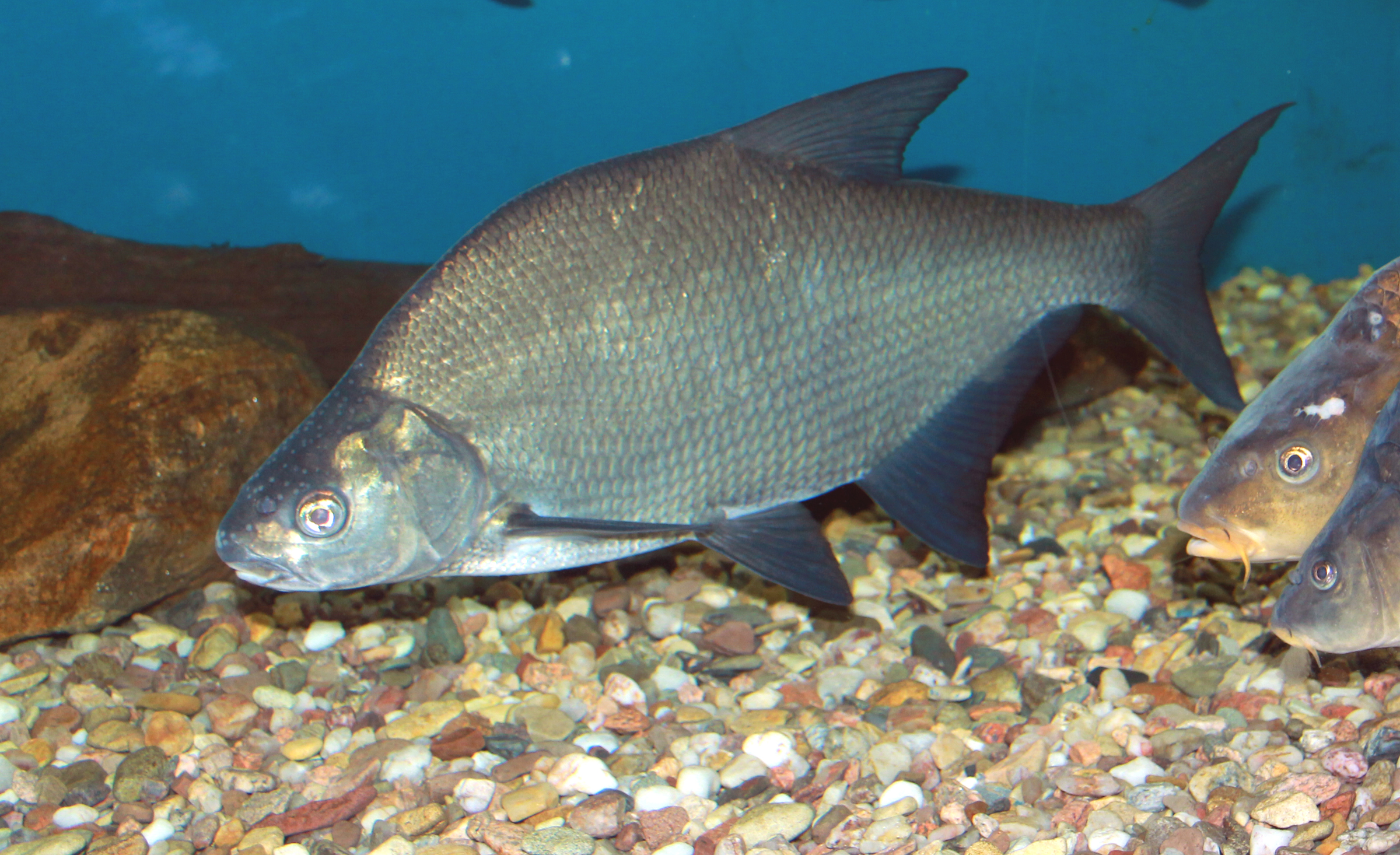
ماهی سيم معمولي در نمايشگاه Subaqueous Vltava، پراگ سال ۲۰۱۱، چک

تغذیه آن‌ها از سخت پوستان، نرم‌تنان و نوزاد حشرات آبی صورت می‌گیرد. این ماهی برای جستجوی مواد غذایی به هنگام شب به نزدیکی ساحل می‌آید. این ماهی دهان خرطومی شکل خود را که به راحتی به جلو و عقب می‌رود را جهت جستجوی غذا در لجن کف دریاچه فرومی‌کند و آثار آن سوراخ‌هایی است که پس از خشک شدن آبگیر یا محیط آبی در کف آن مشاهده می‌شود. این ماهی تقریباً به‌طور عمودی قادر به جستجوی مواد غذایی در لجن می‌باشد و در آب‌های کم عمق و ساکن، به علت رقابت غذایی با سایر ماهیان، به ناچار از پلانکتون‌ها و گیاهان تغذیه می‌کند.

## تولید مثل
ماهی سیم در سه سالگی بالغ می‌شود. تخم ریزی از اواسط ماه مارس تا نیمه اول ژوئن صورت می‌گیرد. یک ماهی سیم ۵/۲ کیلویی تا ۱۴۰۰۰۰ تخم تولید می‌کند. بچه ماهیان سیم به صورت دسته‌هایی در نزدیکی سواحل یافت می‌شوند و از پلانکتونها تغذیه می‌کنند. ماهیان مسن تر با احتیاط بوده و در عمق دریاچه‌ها مشاهده می‌شوند. این ماهی جزء ماهیان کم رشد می‌باشد.